# Laurent Jans
Laurent Jans (5 de agosto de 1992) es un futbolista luxemburgués que juega de defensa en el S. K. Beveren de la Segunda División de Bélgica.

## Selección nacional
Fue internacional sub-19 y sub-21 con la selección de fútbol de Luxemburgo, antes de convertirse en internacional absoluto en 2012. Marcó su primer gol con la selección el 2 de junio de 2019 en un partido amistoso frente a la selección de fútbol de Madagascar.

## Clubes
| Club                        | País         | Año       |
| --------------------------- | ------------ | --------- |
| C. S. Fola Esch             | Luxemburgo   | 2011-2015 |
| Waasland-Beveren            | Bélgica      | 2015-2018 |
| F. C. Metz                  | Francia      | 2018-2020 |
| S. C. Paderborn 07 (cedido) | Alemania     | 2019-2020 |
| Standard de Lieja           | Bélgica      | 2020-2021 |
| Sparta de Róterdam          | Países Bajos | 2021-2022 |
| Waldhof Mannheim            | Alemania     | 2022-2024 |
| S. K. Beveren               | Bélgica      | 2024-     |

## Palmarés

### Títulos nacionales
| Título                          | Club            | País       | Año  |
| ------------------------------- | --------------- | ---------- | ---- |
| División Nacional de Luxemburgo | C. S. Fola Esch | Luxemburgo | 2013 |
| División Nacional de Luxemburgo | C. S. Fola Esch | Luxemburgo | 2015 |